# Securitização (relações internacionais)
Securitização em relações internacionais é o processo pelo qual atores do estado transformam algum assunto em matéria de "segurança": uma versão extrema de politização que permite a o uso de meios extraordinários em nome da segurança. As questões que se tornam securitizadas não representam, necessariamente, questões essenciais para a sobrevivência objetiva de um estado, mas em verdade representam problemas nos quais alguém foi bem sucedido na construção de um problema em um problema existencial.
Teóricos da securitização afirmam que assuntos securitizados com sucesso recebem quantidades desproporcionais de atenção e recursos, em comparação com assuntos não securitizados que causam mais danos humanos. Um exemplo comum usado por teóricos é o do  terrorismo, tido como uma prioridade nas discussões sobre segurança, mesmo que as pessoas estejam muito mais propensas a serem mortas por automóveis ou doenças evitáveis do que por terrorismo.
Estudos de securitização buscam entender "quem securitiza (ator da securitização), quais questões (threats), de quem (objeto referente), por quê, com quais resultados e, não menos importante, sob quais condições".

## Origem
No âmbito das relações internacionais, o conceito é ligado à Escola de Copenhague e é visto como uma síntese do construtivismo e do realismo político clássico em suas abordagens. O termo foi cunhado por Ole Wæver em 1995, mas parece ter se tornado lugar comum, pelo menos nos estudos do construtivismo das relações internacionais. 

## Definição
A securitização é uma concepção de segurança orientada para o processo, que contrasta com as abordagens materialistas dos estudos clássicos de segurança. As abordagens clássicas de segurança se concentram nas disposições materiais da ameaça, incluindo a distribuição de poder, as capacidades militares e a polaridade, enquanto a securitização examina como uma determinada questão é transformada por um ator em uma questão de segurança para permitir o uso de medidas extraordinárias.
Além disso, o ato de securitização, para ser bem sucedido, deve ser aceito pelo público, independentemente de o assunto ser uma ameaça real. Como Thierry Braspenning-Balzacq coloca: "a securitização é uma prática governada por regras, cujo sucesso não depende necessariamente da existência de uma ameaça real, mas da capacidade discursiva de efetivamente conferir um desenvolvimento com uma complexidade específica."

## Criticas e respostas
A securitização como "escola" de relações internacionais tem sido criticada por sua falta de utilidade prática. Ao contrário de outras, como o liberalismo ou o realismo, que podem fornecer uma estrutura ou base para entender como conduzir a diplomacia internacional, a securitização tem sido criticada por ser uma teoria mais parecida com uma observação interessante do que uma teoria que possa ser usada de forma prática por atores políticos. Os críticos argumentam que apontar a irracionalidade de uma questão securitizada com sucesso não faz muito para mudar sua dinâmica política, porque enquanto uma questão permanecer securitizada com sucesso, os atores políticos ainda serão obrigados a lidar com ela nas formas que sua securitização exige.